# Niki Sidiropuluová
Niki Katerina Sidiropuluová provdaná Niki Christoduluová (* 11. dubna 1974 Budapešť, Maďarsko) je bývalá maďarská sportovní šermířka řeckého původu, která se specializovala na šerm kordem. Připravovala se v Maďarsku a celou sportovní kariéru reprezentovala zemi původu Řecko. Na olympijských hrách startovala v roce 1996 a 2004 v soutěži jednotlivkyň. V roce 2002 obsadila druhé místo na mistrovství Evropy v soutěži jednotlivkyň.